# 森林小丘站 (长岛铁路)
森林小丘站是长岛铁路主线在纽约皇后区森林小丘社区设置的一座火车站。和纽约市内的其它长岛铁路车站一样，旅客可以在周末利用CityTicket优惠。与城市中其它火车站相比，该站点使用很少，在工作日也只有1,967人次乘降。很多居民选择地铁，因为地铁的班次要密集得多，并能直达曼哈顿中城。该站有轮椅通道。

## 位置
森林小丘站坐落在皇后区的同名社区，位于奥斯丁街（Austin Street）和伯恩斯街（Burns Street）之间的71道（71st Avenue，又称大陆道Continental Avenue）上。车站的南边是车站广场（Station Square），该广场是历史悠久的都铎（Tudor）镇中心，广场对面是一栋名为“森林小丘旅馆”（Forest Hills In）的建筑。该站西边紧邻西边网球俱乐部。沿71道向北两个街区是森林小丘–71大道地铁站，皇后区最繁忙的地铁站之一。

## 历史
森林小丘站始建于1910年，是纽约市运营历史最久的客运火车站之一，比独立地铁系统（IND）在1930年代中期延伸到该地区要早。随后它被改建为带有轮椅坡道的车站。它是两个未使用标准蓝白标牌的长岛铁路车站之一（另一个是诺斯特兰道），而是使用了有斑块的旧式招牌，这与周围的风貌相得益彰。1917年7月4日，前总统西奥多·罗斯福在该站的台阶上发表了“统一讲话”（Unification Speech）。
1963年11月，长岛铁路宣布了一项计划，要将森林小丘和邱园的站台缩短300英尺（91）。铁路方面的理由是，车站的乘客数量很少，不能保证对损坏的站台进行修复。这部分站台是1929年左右安装上的，以便车站可以容纳全长的火车。此举遭到公民团体的反对，并导致了公共服务委员会（Public Service Commission）的调查。但是，站台的延长部分仍在1965或1966年被拆除。
大都会运输署（MTA）在其2010-2014年投资计划中，建议将森林小丘站和邱园站四编长度的站台延长，以便让更多的车厢能够在该站上下车。延长站台将减少列车在站等侯时间，同时能够使牙买加站和宾州车站之间的运营更高效。尽管已为该项目拨款450万美元，但这些钱最终还是重新拨给了其它项目。:58, 186
2018年7月26日，长岛铁路宣布计划将邱园站和森林小丘站的站台延长200英尺（61）以容纳六节车厢。延长的站台将使用玻璃纤维表面、钢脚手架结构支撑，从而使工程能经济、快速地完成，同时长岛铁路还能规划永久的解决方案。准备工作在7月23日这一周开始，而新延长的站台于2018年9月12日这一周投入使用。

## 车站布局
森林小丘是一个慢车站，有两个侧式站台、四股道。A站台服务于宾州车站方向的西行列车，B站台服务于长岛郊区方向的东行列车；两站台均为六编长度。森林小丘站相对平坦且笔直的轨道已被用于PATH的PA-1和R44的速度测试。

## 图集

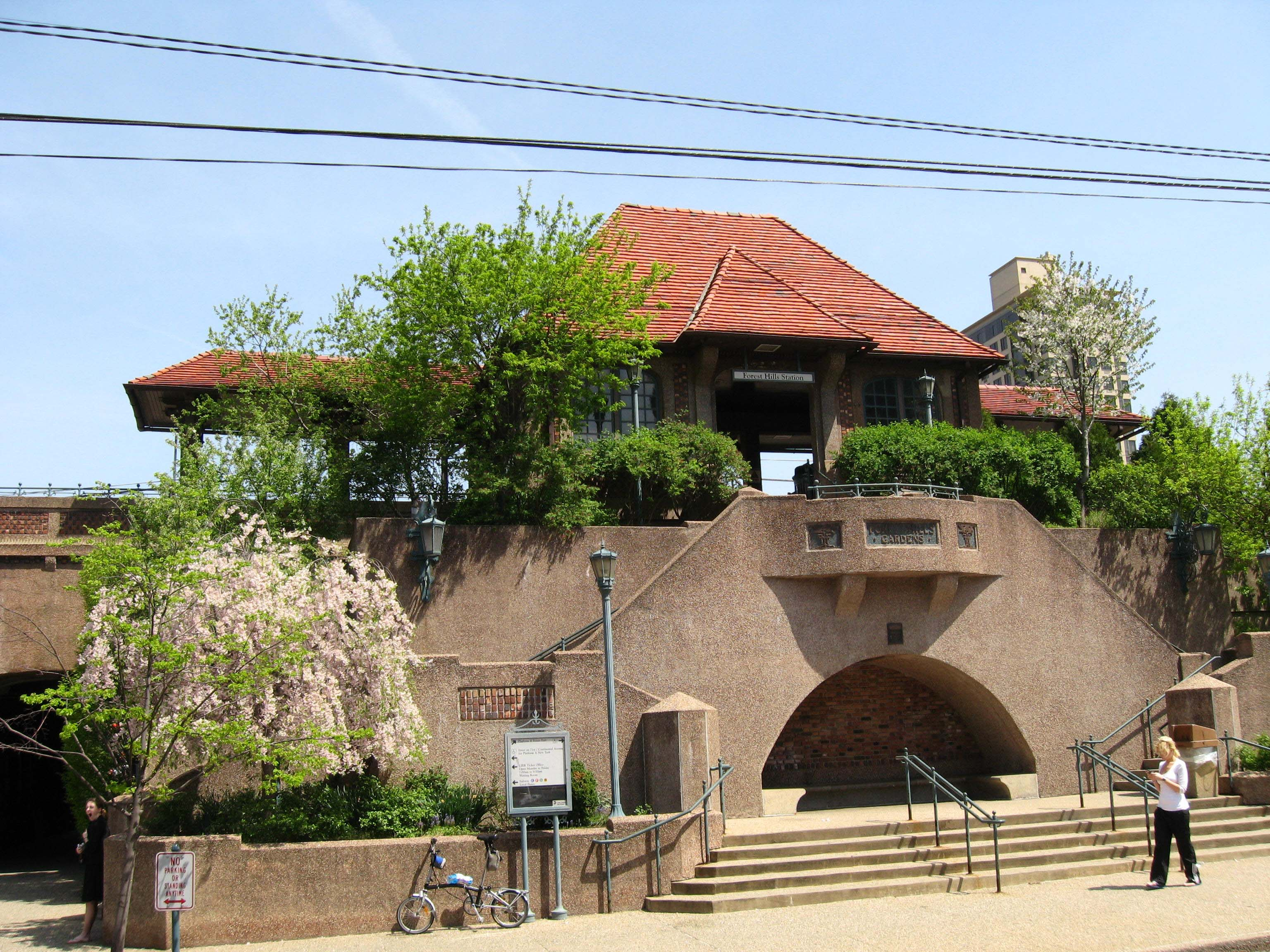
从车站广场看去
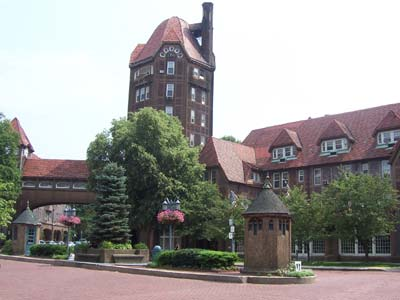
在车站广场
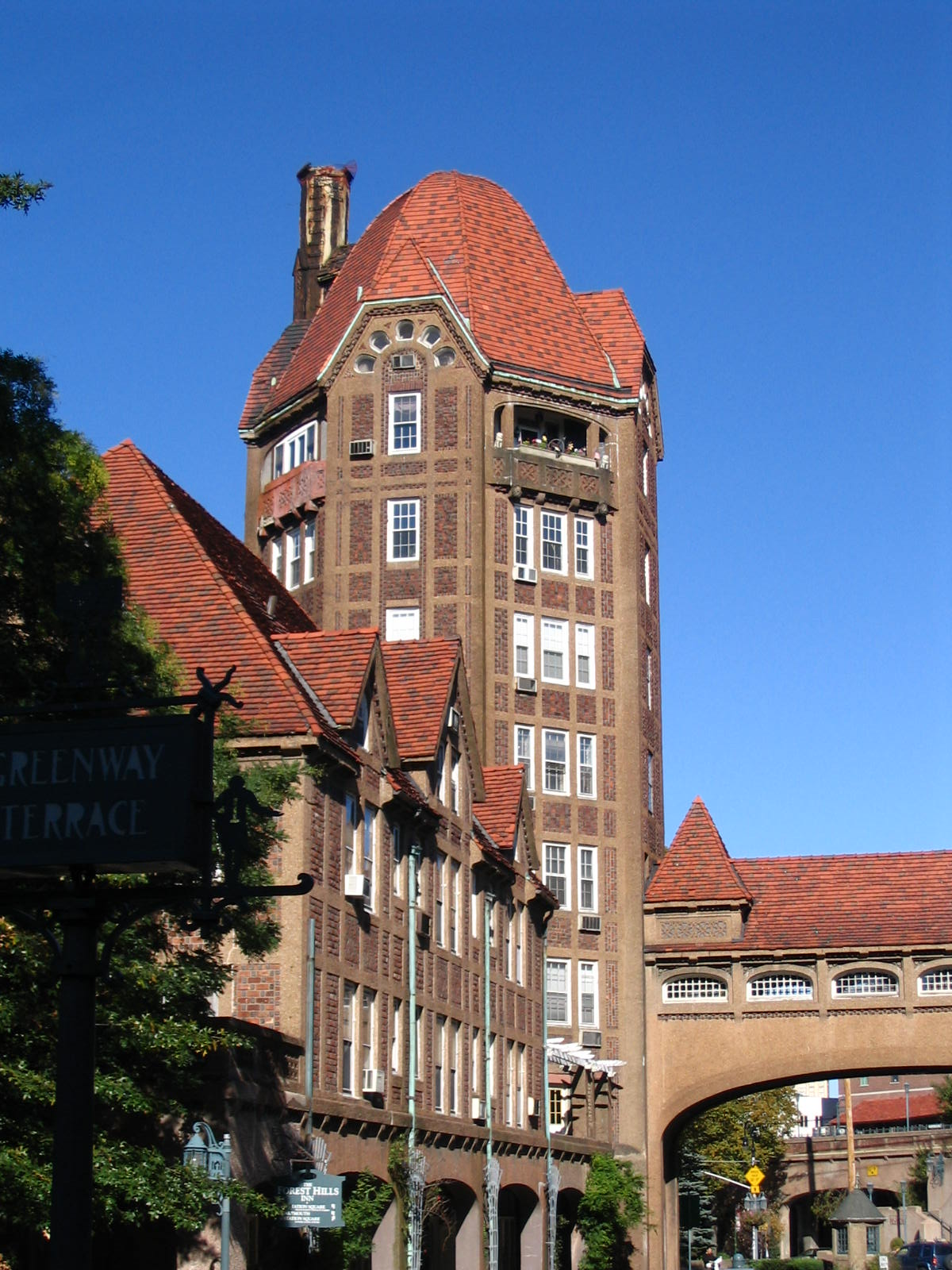
从绿道晒台（Greenway Terrace，路名）看车站广场
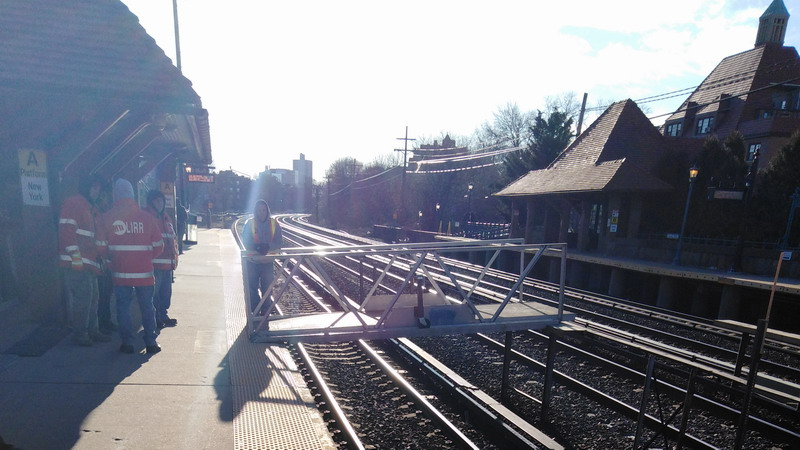
纽约方向的列车有时会停在中间的正线，因此乘客需通过唯一的渡桥乘降。